# مقبلات أمريكية (رواية)
مقبلات أمريكية (بالإنجليزية: American Appetites)‏ هي رواية للكاتبة الأمريكية جويس كارول أوتس، نشرت عام 1989، عن دار نشر داتون.